# Лопес Рекарте, Луис
Луис Лопес Рекарте (род. 26 марта 1962 года) — испанский футболист, защитник. Выступал за сборную Испании по футболу.

## Клубная карьера
Луис Лопес родился в Стране Басков, где он начал футбольную карьеру. Защитник играл за «Алавес» в Сегунде и Сегунде Б. В 1985 году футболист перешёл в один из сильнейших клубов Страны Басков «Реал Сосьедад», с которым он выиграл Кубок Испании. В 1988 году вместе с Хосе Бакеро и Чики Бегиристайном перешли в «Барселону». В первом же сезоне защитник выиграл Кубок обладателей кубков УЕФА, забив в финале «Сампдории» из Генуи. Луис Рекарте выиграл по разу кубок и чемпионат Испании. В 1991 году он перешёл в «Депортиво» из Ла-Коруньи, в составе которого он выиграл кубок и боролся за чемпионский титул. Защитник в то время был игроком стартового состава. Луис Рекарте завершил карьеру в «Мальорке», которая в 1997 году вышла в Примеру.

## Карьера в сборных
В 1988 году защитник впервые сыграл за сборную Испании против ГДР.В отборочных и финальных матчах чемпионатов Европы и мира Луис Рекарте не играл. Будучи игроком «Депортиво», он сыграл два матча за сборную страны Басков против Боливии и
России.

## Достижения
«Реал Сосьедад»
- Кубок Испании: 1987

«Барселона»
- Чемпионат Испании: 1991
- Кубок Испании: 1990
- Кубок обладателей кубков УЕФА: 1989

«Депортиво»
- Кубок Испании: 1995
- Суперкубок Испании: 1995